# Internet Privacy Act
Der Internet Privacy Act ist ein real nicht existierendes Gesetz, das mit Vorliebe von WWW-Seitenbetreibern (Gruppen oder Einzelpersonen), die sich mit Warez und ähnlichen Dingen befassen, als Disclaimer auf der Startseite zitiert wird. Es wird den modernen Sagen zugerechnet und hat keine juristische Wirksamkeit.
Der Internet Privacy Act soll, so die Behauptung, angeblich im Jahre 1995 vom damaligen US-Präsidenten Bill Clinton verabschiedet worden sein; jedoch ist erwiesen, dass Clinton niemals so einen Beschluss gefasst hat.
Durch die Verwendung dieses Disclaimers glauben sich wissentlich gegen das Gesetz verstoßende (meist Internet-) Gruppen und Einzelpersonen, die entsprechende Dienste anbieten, gegen Anti-Piraterie-Organisationen wie der US-amerikanischen RIAA abzusichern. Es wird klargestellt, alle Informationsinhalte (z. B. Dateien) auf der betreffenden Seite seien nur zum privaten Gebrauch bestimmt und dürften weder betrachtet noch heruntergeladen werden; tue dies der Besucher der Seite dennoch, verstoße er gegen geltendes Recht und könne daher nicht gegen die Seitenbetreiber vorgehen.
Dieser Hinweis findet sich u. a. auch auf Seiten aus Ländern, in denen ein Gesetz der USA ohnehin nicht gelten kann, z. B. Deutschland. Ferner würde kein Staat seine Exekutive freiwillig derartig einschränken.

## Der Internet Privacy Act auf einer „Warez“-Seite, englischer Originaltext
„If you are affiliated with any government, anti-piracy group or any other related group, or were formally a worker of one you CANNOT enter this web site, cannot access any of its files and you cannot view any of the HTML files. If you enter this site you are not agreeing to these terms and you are violating code 431.322.12 of the Internet Privacy Act signed by Bill Clinton in 1995 and that means that you CANNOT threaten our ISP(s) or any person(s) or company storing these files, and cannot prosecute any person(s) affiliated with this page which includes family, friends or individuals who run or enter this web site.“

## Der Internet Privacy Act auf einer „Warez“-Seite, deutscher Wortlaut
"Der Verfasser dieser Seite trägt keine Verantwortung für die Art, wie die hier zur Verfügung gestellten Informationen genutzt werden. Dateien und alles andere auf dieser Seite sind nur für den privaten Gebrauch bestimmt und sollten daher nicht heruntergeladen oder gelesen werden. Wenn Sie irgendwie in Verbindung mit der Regierung, Anti-Piracy-Gruppen oder anderen ähnlichen Gruppen stehen, ist Ihnen der Zugang zu den Dateien und das Lesen der HTML-Seiten verboten.
Alle Objekte der Seiten sind privates Eigentum und somit nicht zum Lesen bestimmt. Grundsätzlich ist es verboten, diese Seiten zu betreten. Wenn Sie diese Seiten dennoch betreten, verstoßen Sie gegen den „Code 431.322.12 of the Internet Privacy Act“, der 1995 von Bill Clinton verabschiedet wurde. Das heißt, sie können gegen die Personen, die diese Dateien verwalten, nicht vorgehen."